# 第一代贝德福德公爵兰开斯特的约翰

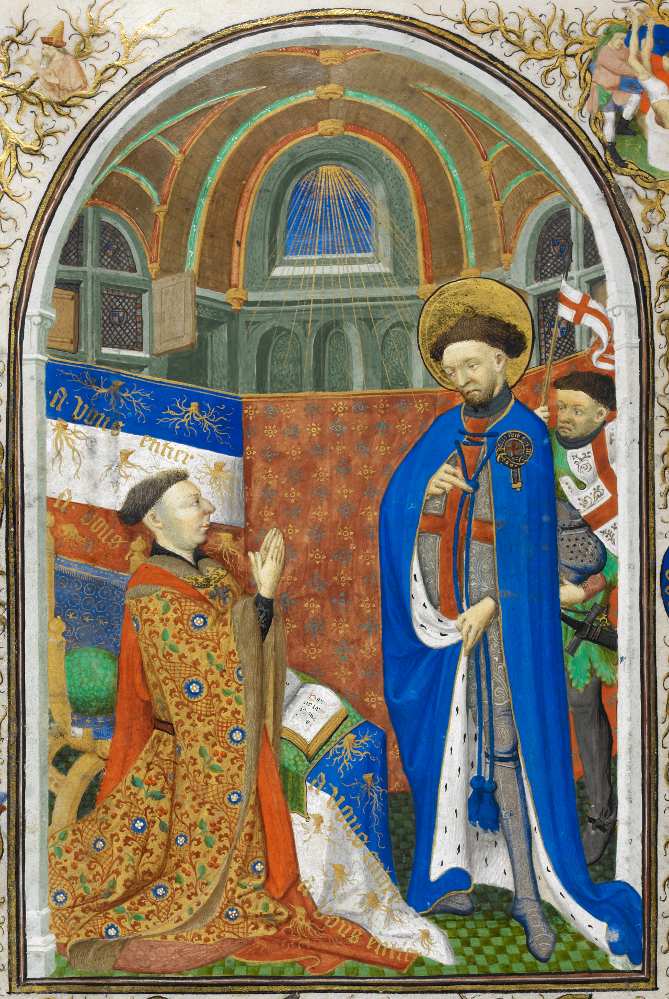
贝德福德公爵约翰 (左)

兰开斯特的约翰，第一代贝德福德公爵（John of Lancaster, 1st Duke of Bedford，1389年6月20日—1435年9月14日）、英格兰军人、政治家，百年战争中英军司令。亨利四世的第3子。1414年受封为贝德福德公爵。1415年—1422年，当兄长亨利五世在法国作战时，他3次代理朝政。1422年亨利死后，他成为幼王亨利六世的保護主。1423年，他通过与勃艮第公爵好人菲利普结盟以控制法国西北部，然后对法国国王查理七世展开进攻。1424年8月在韋納伊赢得重大胜利。1426年被召回国调解内争。1427年重返法国，在战场上不断取得胜利，直到贞德率领的法国军队迫使他于1429年4月放弃围困奥尔良为止。他在勃艮第与法国单独媾和时死去。

## 家庭
约翰第一次婚姻是和勃艮第的安妮，无畏者约翰之女。1423年6月14日在特鲁瓦（Troyes）结婚。1432年安妮患鼠疫而亡，没有子嗣。
第二任妻子是卢森堡的杰奎塔。
他的私生女被玛丽嫁给朗瓜朗领主之子皮埃尔·德·蒙费朗 (Pierre de Montferrand，d. 1454)。

## 関連項目
- 百年战争